# پیت دامن
پیت دامن (هلندی: Piet Damen؛ زادهٔ ۲۰ ژوئیهٔ ۱۹۳۴) دوچرخه‌سوار اهل هلند است.